# Lysippos
Lysippos (în greacă: Λύσιππος) a fost un sculptor grec din secolul al IV-lea î.Hr. Împreună cu Scopas și Praxiteles, este considerat unul dintre cei mai mari trei sculptori ai epocii clasice grecești, aducând schimbarea către arta perioadei elenistice. Problemele care apar cu studierea lui Lysippos sunt din cauza dificultății de a identifica stilul său printre copiile care s-au păstrat. Nu numai că a avut un atelier mare și mulți discipoli în cercul său imediat dar a existat o întreagă piață a replicilor operei sale, furnizate din afara cercului său, atât în timpul vieții sale, cât și mai târziu în perioadele elenistică și romană. Tânărul victorios sau Atletul din Fano, redescoperit în 1972, a fost asociat cu el.

## Biografie
Născut la Sicyon în jurul anului 390 î.Hr., Lysippos a fost muncitor în bronz în tinerețe. A învățat singur arta sculpturii, devenind ulterior șeful școlii din Argos și Sicyon. Potrivit lui Pliniu, el a produs peste 1.500 de lucrări, toate în bronz. Comentatorii au remarcat grația și eleganța sa și simetria sau echilibrul coerent al figurilor sale, care erau mai zvelte decât idealul reprezentat de Polykleitos și cu capete proporțional mai mici, dând impresia unei înălțimi mai mari. Era renumit pentru atenția acordată detaliilor pleoapelor și unghiilor de la picioare.
Elevul său, Hares din Lindos, a creat Colosul din Rodos, una dintre cele Șapte Minuni ale Lumii Antice. Deoarece această statuie nu mai există, dezbaterea continuă dacă secțiunile sale au fost turnate în bronz sau bătute din bronz pur.

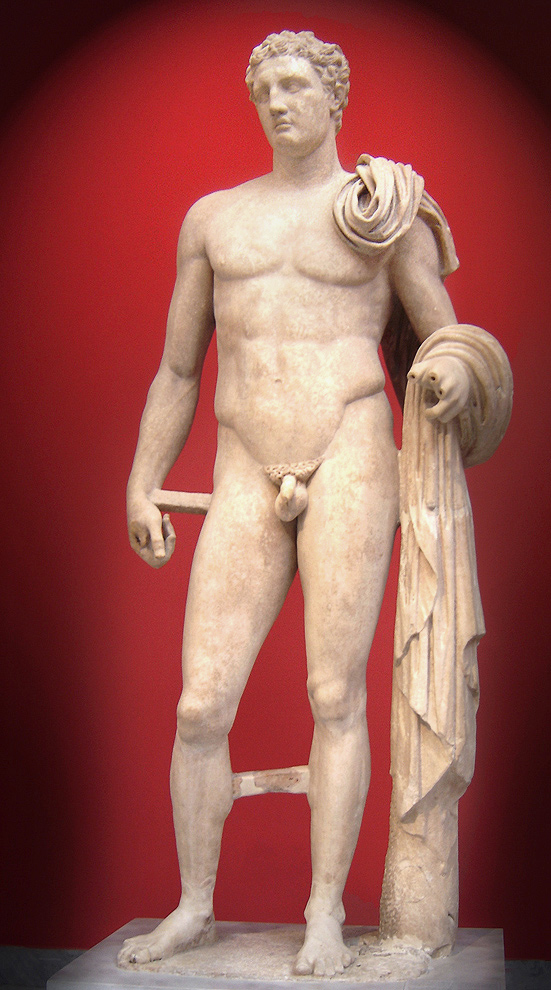
Hermes din Atalante, o copie romană de marmură a unui bronz pierdut atribuit lui Lysippos (Muzeul Arheologic Național din Atena)

## Carieră și moștenire
În ochii contemporanilor Lysippos era succesorul celebrului sculptor Polykleitos. Printre lucrările care i-au fost atribuite se numără așa-numiții Cai ai Sfântului Marcu, Eros întinzând arcul (din care există mai multe exemplare, cele mai bune la British Museum), Agias (cunoscut prin copia de marmură găsită și păstrată în Delfi), Turnătorul de ulei asemănător (Dresda și München), Hercule Farnese (care a fost amplasat inițial în Băile lui Caracalla, deși copia de marmură care a supraviețuit se află în Muzeul Național Arheologic din Napoli) și Apoxyomenos (sau Răzuitorul, cunoscut printr-o copie romană de marmură în Muzeele Vaticane). Lysippos era renumit și pentru sculpturile sale colosale din bronz ale lui Zeus, înaltă de 17 metri și Hercule, șapte metri așezat, ambele din orașul Taras. Singura versiune rămasă a unei astfel de statui este o copie romană a lui Hercule obosit (Hercule Farnese), de Glykon, cu musculatura grea tipică Romei de la începutul secolului al III-lea.

### Canonul lui Lysippos
Lysippos a dezvoltat un stil mai gracil decât cel al predecesorului său Polykleitos și acest lucru a devenit cunoscut sub numele de Canonul Lysippos. În Historia Naturalis, Pliniu cel Bătrân scria că Lysippos a introdus un nou canon în artă: capita minora faciendo quam antiqui, corpora graciliora siccioraque, per qum proceritassignorum major videretur, adică „un canon cu proporții corporale esențial diferit de cel al Polykleitos”. Se consideră că Lysippos a stabilit canonul „înălțimii de opt capete” a proporțiilor corpului.

## Lysippos și Alexandru
Lysippos era sculptorul personal al lui Alexandru cel Mare; el era singurul artist pe care cuceritorul îl considera demn să-l reprezinte. O epigramă a lui Posidippos, cunoscută anterior doar din Antologia Planudelor (APl 119), dar găsită și pe papirusul de la Milano recent descoperit (65 Austin-Bastianini), are ca inspirație o reprezentare în bronz al lui Alexandru:
Lysippos, sculptor din Sicyon, mână curajoasă,
artist isteț, foc este privirea bronzului
pe care l-ai plămădit în chipul lui Alexandru. Nu pot fi învinuiți deloc
persanii, vitele să fie iertate că fug în fața leului.

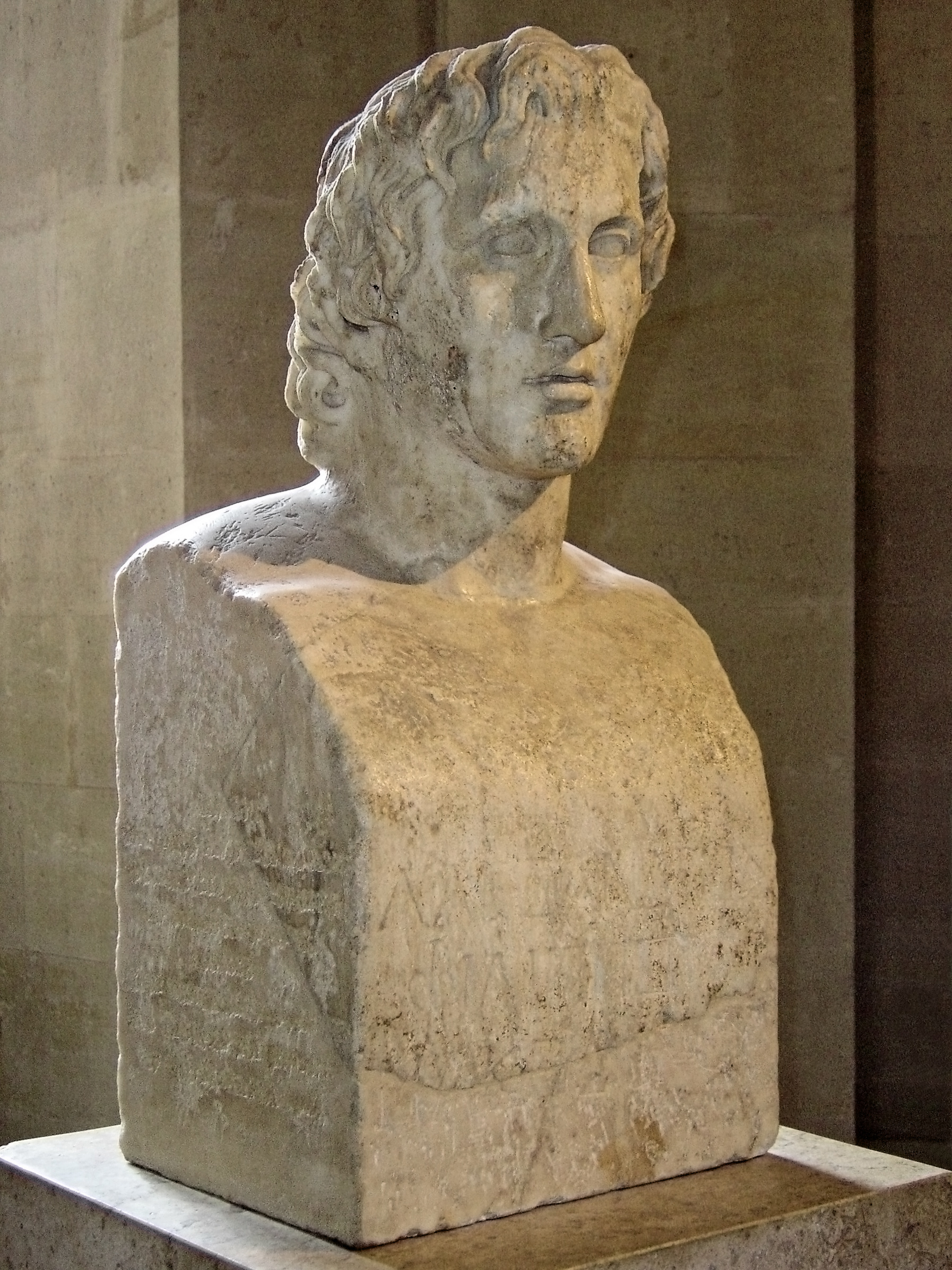
Hermes Azara, o copie romană a unui bust al lui Alexandru găsit la Tivoli, atribuit lui Lysippos (Luvru)

Lui Lysippos îi este atribuită reprezentarea standard a unui Alexandru inspirat, asemănător cu zeul, cu părul ciufulit și buzele întredeschise, cu privirea în sus în ceea ce a devenit cunoscut sub numele de „privirea lysippeană”. Un bun exemplu, o copie romană imperială timpurie găsită la Tivoli, este păstrată la Luvru.

### Descoperirea unei eventuale statui originale a lui Alexandru
Pe 26 februarie 2010 autoritățile elene au arestat doi bărbați pentru posesia ilegală a diverselor antichități, inclusiv o statuie de bronz a lui Alexandru, care este posibil opera lui Lysippos. Dacă va fi confirmată, ar deveni prima lucrare originală a lui Lysippos descoperită vreodată. Statuia este în prezent examinată la laboratorul Muzeului de Arheologie din Salonic, care este de așteptat să confirme sau să nege autenticitatea acesteia.

## Tânărul victorios(Atletul din Fano)

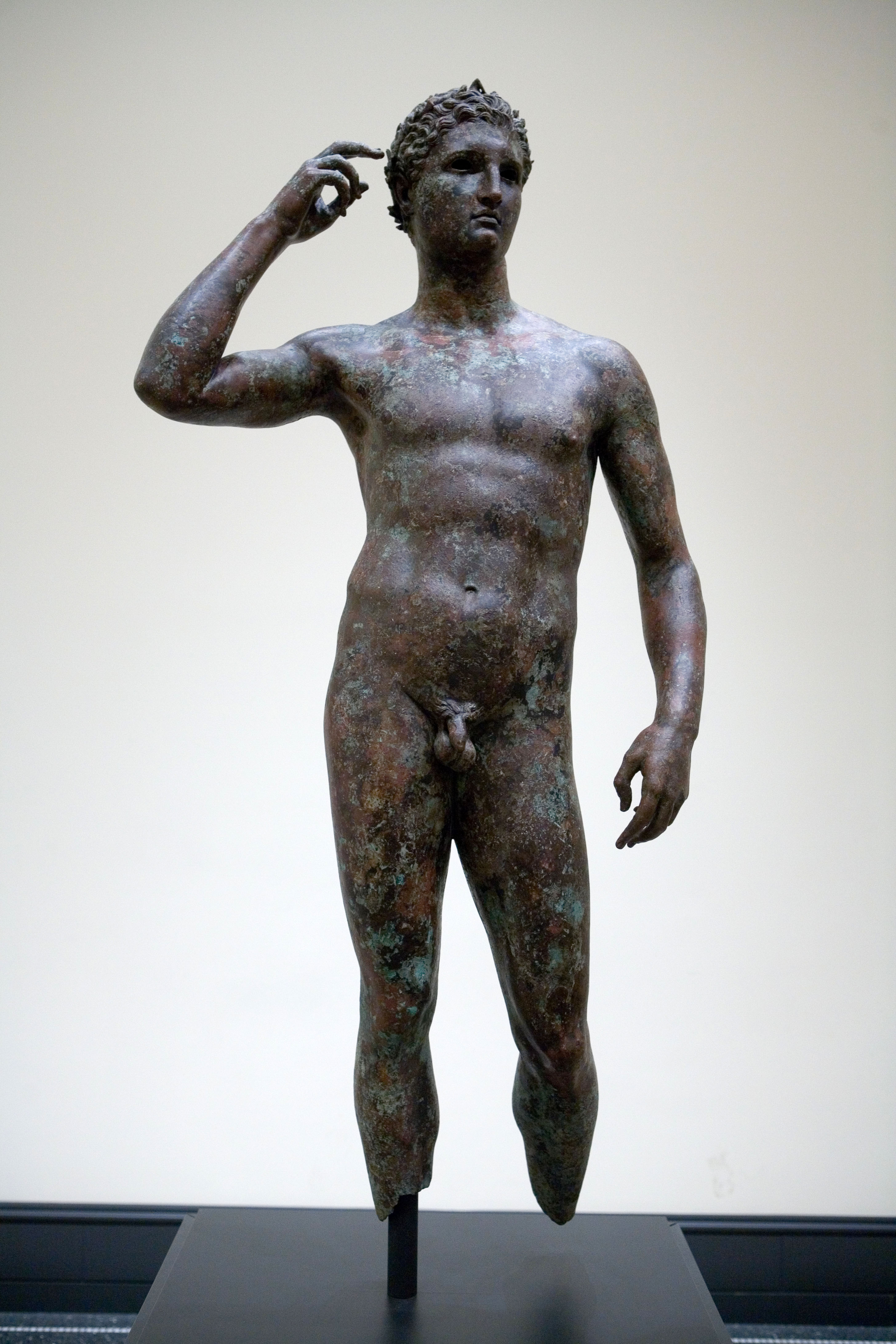
Tânărul victorios

În 1972 Tânărul victorios, Bronzul lui Getty sau Atletul din Fano pentru italieni, a fost descoperit și la îndemnul lui Paul Getty, cumpărat de Muzeul Getty. Bronzul a fost pescuit în mare și restaurat. Datorită coroziunii avansate și a stratului gros de calcar care acoperea statuia când a fost găsită, putem presupune că a stat în apă timp de secole. Aceasta nu este deloc surprinzător, deoarece majoritatea statuilor clasice de bronz descoperite de arheologi au fost scoase din Marea Mediterană. Un naufragiu cu ceva valoros precum o sculptură la bord nu era neobișnuit. Imposibil de găsit sau de recuperat, aceste piese au fost lăsate să stea pe fundul oceanului timp de secole. Coroziunea dăunătoare poate fi îndepărtată prin curățarea mecanică a suprafețelor cu un bisturiu.
Unii cred că Bronzul lui Getty este opera lui Lysippos sau cel puțin o copie, deoarece detaliile de pe acesta sunt în concordanță cu stilul său de lucru și cu canonul său al proporțiilor. Opera lui Lysippos este descrisă de sursele antice ca fiind naturalistă, cu proporții zvelte și adesea lungite, deseori cu trăsături feței exagerate. Cei înfățișați în lucrările lui Lysippos au capete mai mici decât cele ale mentorului său Polykleitos, deoarece el folosea proporția de unu la opt dintre cap și înălțimea totală a corpului.